# Penchen Lama
| Tibetische Bezeichnung                                                                                           |
| --- |
| Tibetische Schrift: པན་ཆེན་བླ་མ་                                                                                   |
| Wylie-Transliteration: pan chen bla ma                                                                           |
| Offizielle Transkription der VRCh: Bainqên Lama                                                                  |
| THDL-Transkription: Penchen Lama                                                                                 |
| Andere Schreibweisen: Panchen Lama, Pänchen Lama, Pantschen Lama, Panchen Erdeni, Banchen Erdeni, Bainqen Erdini |
| Chinesische Bezeichnung                                                                                          |
| Traditionell: 班禪額爾德尼                                                                                       |
| Vereinfacht: 班禅额尔德尼                                                                                        |
| Pinyin:Bānchán É'ěrdéní                                                                                          |

Penchen Lama oder Panchen Lama (tib.: pan chen bla ma; auch: Taschi Lama oder Penchen Rinpoche, tib.: pan chen rin po che) ist der Titel einer bedeutenden Reinkarnationslinie (Trülku) des Gelug-Ordens im tibetischen Buddhismus. Der Penchen Lama gilt als zweithöchster Trülku der Gelugpa und traditionell als Emanation des „Buddha des Unermesslichen Lichts“ Amitabha.

## Ursprung
Viele Lamas werden im Vajrayana als Wesen gesehen, die sich für eine Wiedergeburt entschieden haben, um anderen fühlenden Wesen helfen zu können. Solche Lamas werden „Trülku“ genannt.
Die „Penchen Lamas“ wurden im 17. Jahrhundert in Tibet eingeführt. Bei dem Titel „Penchen Lama“ handelt es sich um eine hybride Wortbildung aus Sanskrit paṇḍita (Gelehrter) und Tibetisch chen-po (groß), und er kann mit Großer gelehrter Guru übersetzt werden.
Er steht in Zusammenhang mit dem bedeutenden und angesehenen buddhistischen Lehrer Lobsang Chökyi Gyeltshen, der Abt des Klosters Trashilhünpo war. Lobsang Chökyi Gyeltshen gab dem 4. Dalai Lama Yönten Gyatsho die Mönchsgelübde und war Lehrer des 5. Dalai Lama Ngawang Lobsang Gyatsho. Auch bei der Suche nach diesem hatte er einen großen Beitrag geleistet, indem er Tsangba Khan, zu jener Zeit Erzfeind der Gelugpa, das Versprechen abnahm, diese Suche ohne Einmischung zuzulassen, nachdem er ihn von einer Krankheit geheilt hatte. Nachdem Lobsang Chökyi Gyeltshen im hohen Alter von 92 Jahren gestorben war, ließ der 5. Dalai Lama nach der Reinkarnation seines Lehrers – den er Penchen Lama genannt hatte – suchen, damit dessen spirituelle Arbeit in Tibet fortgesetzt würde. Der jeweilige Penchen Lama ist seit dieser Zeit eine wichtige Autorität bei der Anerkennung des jeweiligen Dalai Lama, wie der jeweilige Dalai Lama eine wichtige Autorität bei der Anerkennung des jeweiligen Penchen Lama ist. Gleiches gilt auch für die Erziehung.
Da rückwirkend die drei vorherigen Äbte Trashilhünpos als frühere Inkarnationen des Penchen Lama anerkannt wurden, wird Lobsang Chökyi Gyeltshen auch als 4. Penchen Lama bezeichnet.

## Neuere Entwicklung
Anfang des 20. Jahrhunderts betrachtete ein bedeutender Teil der tibetischen Bevölkerung nicht den Dalai Lama, sondern den Penchen Lama als ihren obersten Herrscher im weltlichen wie im geistlichen Sinne.
Die Anerkennung des derzeitigen Penchen Lama ist umstritten, da der vom 14. Dalai Lama anerkannte 11. Penchen Lama Gendün Chökyi Nyima entführt und an seiner Stelle Gyeltshen Norbu von der chinesischen Regierung anerkannt wurde.

## Liste der Penchen-Lamas
|       | Name (Liste tibetischer Namen und Titel) | Lebenszeit     | Bild | Wylie-Transliteration                                           |
| ----- | ---------------------------------------- | -------------- | ---- | --------------------------------------------------------------- |
| 1.    | Khedrub Je                               | 1385–1438      |      | mkhas grub dge legs dpal bzang po                               |
| 2.    | Sönam Choglang                           | 1438–1505      |      | bsod nams phyogs kyi glang po, bsod nams phyogs glang           |
| 3.    | Wensapa Lobsang Döndrub                  | 1505–1568      |      | dben sa pa blo bzang don grub                                   |
| 4.    | Lobsang Chökyi Gyeltshen                 | 1570–1662      |      | blo bzang chos kyi rgyal mtshan                                 |
| 5.    | Lobsang Yeshe                            | 1663–1737      |      | blo bzang ye shes                                               |
| 6.    | Lobsang Pelden Yeshe                     | 1738–1780      |      | dpal ldan ye shes                                               |
| 7.    | Tenpe Nyima                              | 1782–1853      | —    | bstan pa'i nyi ma                                               |
| 8.    | Tenpe Wangchug                           | 1854/1855–1882 | —    | bstan pa'i dbang phyug                                          |
| 9.    | Thubten Chökyi Nyima                     | 1883–1937      |      | thub bstan chos kyi nyi ma, chos kyi nyi ma dge legs rnam rgyal |
| 10.   | Thrinle Lhündrub Chökyi Gyeltshen        | 1938–1989      |      | phrin las lhun grub chos kyi rgyal mtshan                       |
| 11.1. | Gendün Chökyi Nyima                      | 1989–          | —    | dge 'dun chos kyi nyi ma                                        |
| 11.2. | Gyeltshen Norbu                          | 1990–          |      | rgyal mtshan nor bu                                             |